# Стара Вес (Преров)
Стара Вес (чеш. Stará Ves) је насељено мјесто са административним статусом сеоске општине (чеш. obec) у округу Преров, у Оломоуцком крају, Чешка Република.

## Становништво
Према подацима о броју становника из 2014. године насеље је имало 629 становника.